# Tricyphona (Tricyphona) townesiana
Tricyphona (Tricyphona) townesiana is een tweevleugelige uit de familie Pediciidae. De soort komt voor in het Nearctisch gebied.